# 8年 (小説)
『8年』（はちねん、eight years）は、堂場瞬一による日本のスポーツ小説。
2001年に第13回小説すばる新人賞を受賞した作者のデビュー作。文庫版の巻末には、「日本人初のメジャーリーガー」村上雅則と作者の対談が収録されている。

## あらすじ
2度のオリンピックで華々しい活躍をしながらも、ある事情でプロ入りを諦め一線を退いた投手・藤原雄大。
8年後、33歳になった藤原は突如ニューヨークのメジャー球団に入団する。ソウル五輪で期待以上の活躍と誰もが賞賛した中、ただ1人、藤原本人は自責点1を負わされたことが悔しくて仕方がなかった。自分の球を打ったあの男ともう一度戦いたい、その気持ちが藤原を大きく突き動かす。

## 登場人物

### フリーバーズ
エクスパンションで新しく誕生した、ニューヨーク第3のメジャーリーグチーム。日本企業のジャパン・ソフトがオーナーで、スタッフも日本人で占められている。
藤原 雄大（ふじわら ゆうだい）
33歳。身長185cm。ピッチャー。大学でチームメイトに恵まれたおかげで一気に才能が開花し、ソウル五輪、バルセロナ五輪と2度全日本に選ばれた。家庭の事情でプロ入りを諦め、一線から身を引いた。
その後も武蔵野製菓の社会人野球チームで野球は続けていた。ソウル五輪の因縁の相手ヘルナンデス引退のニュースを聞き、娘の死もきっかけとなり、もう一度夢を追う決意をする。フリーバーズのトライアウトを受け3Aのジャージーシティに入団する。
常盤 哲也（ときわ てつや）
2カ月前に藤原と一緒にフリーバーズのトライアウトを受け、同じくジャージーシティに入団が決まったキャッチャー。高校を卒業したばかりの18歳で昨夏の甲子園優勝校出身。ぽっちゃりとした体型で、走るのは得意ではない。あるトラウマから、右打者の内角ボールが捕れないという大きな欠点を抱える。
坂田 利美（さかた としみ）
フリーバーズのジェネラルマネージャー。かつて日本球界で活躍した選手。
関戸 幸作（せきど こうさく）
コントロールが身上の右腕。FAで横浜ベイスターズからフリーバーズに移籍した。
ケン・ブラウン
フリーバーズのエースピッチャー。FAでモントリオール・エクスポズから移籍してきた。
ジョージ・セイ
カンザスシティ・ロイヤルズからエクスパンション・ドラフトでフリーバーズに移籍したベテラン。
デイヴ・ウォーマック
フリーバーズのキャッチャー。32歳。
花輪 英二（はなわ えいじ）
フリーバーズのセカンド。24歳。
テリー・フォックス
フリーバーズのキャッチャー。
ラス・ハートマン
フリーバーズの投手。43歳。ナックルボーラー。
ホセ・ゴンザレス
22歳。ジャージーシティのショート。
タッド河合（タッドかわい）
フリーバーズの監督。カリフォルニア出身の日系三世。事故で両足が不自由になり車椅子を使用している。日本球界で活躍した過去を持つが、当時のある出来事が原因で日本人嫌いになった。
ビリー・ミラー
ジャージーシティの監督。現役時代に河合と殴り合ったことがある。
西山 大典（にしやま ひろのり）
フリーバーズのオーナーであるジャパン・ソフトのワンマン社長。野球にはあまり詳しくない。常盤を贔屓している。
大越 寛（おおこし ひろし）
ジャパン・ソフトの副社長。元々は、経営再建のために銀行から送られてきた。
三堀 香苗（みほり かなえ）
フリーバーズ渉外担当マネージャー。

### その他
アレックス・ヘルナンデス
ニューヨーク・メッツの選手。34歳。ナ・リーグのベスト5に入るバッター。10歳の時に両親とキューバから亡命してきた。生きるのに必死で非行に走った時期があったが、伯父に諫められ改心し、やめていた野球を再開しめきめきと実力を伸ばしていった。ソウル五輪ではアメリカ優勝の立役者となり、その後はアメリカンドリームを体現していった。今シーズン限りでの引退を表明した。
ロジャー・スミス
ニューヨーク・タイムズなどに大リーグの記事を書くコラムニスト。
水谷 亮（みずたに りょう）
フリーのスポーツライター。バスケとフットボールが専門だったが野球の取材もするようになった。交通事故で左腕を失った。
藤原 瑞希（ふじわら みずき）
藤原の妻。まだ娘の死に向き合うことができずにおり、足枷や重荷がなくなったかのように単身渡米した藤原との間に溝が出来つつある。

### 登場する実在の選手
- アンドリュー・ジョーンズ - ロサンゼルス・ドジャース
- チッパー・ジョーンズ - ロサンゼルス・ドジャース
- バリー・ボンズ - サンフランシスコ・ジャイアンツ
- ホセ・リマ - ヒューストン・アストロズの投手
- ジェフ・バグウェル - ヒューストン・アストロズ
- マーク・マグワイア - セントルイス・カージナルス
- マイク・ピアザ - ニューヨーク・メッツ
- レイ・オルドニェス - ニューヨーク・メッツ